# Civljane
Civljane est un village et une municipalité située en Dalmatie, dans le Comitat de Šibenik-Knin, en Croatie. Au recensement de 2001, la municipalité comptait 137 habitants, dont 68,61 % de Serbes et 29,2 % de Croates et le village seul comptait 14 habitants.

## Localités
La municipalité de Civljane compte 2 localités : Cetina et Civljane.